# حزب التجديد الجزائري
حزب التجديد الجزائري هو حزب سياسي ليبرالي ثانوي في الجزائر.

## التاريخ
تأسس الحزب عام 1989. نور الدين بوكرو هو مؤسس الحزب.
في انتخابات 2002 حصل على 0.3٪ من الأصوات وكان له عضو واحد في البرلمان. في 17 مايو 2007 في انتخابات المجلس الشعبي الوطني، فاز الحزب بنسبة 1.80٪ من الأصوات وحصل على 4 من أصل 389 مقعدًا.